# Åråsen-Stadion
Das Åråsen-Stadion (norwegisch Åråsen stadion) ist ein Fußballstadion in der norwegischen Stadt Lillestrøm. Es ist die Heimstätte des Fußballvereins Lillestrøm SK.

## Geschichte
In der ersten Hälfte des 20. Jahrhunderts spielte Lillestrøm SK auf verschiedenen Plätzen. 1947 begann ein Ausschuss mit der Planung einen eigenen Stadions. Am 29. September 1947 wurde der Kauf des hierfür vorgesehenen Grundstückes beschlossen. Das Land wurde urbar gemacht und so konnte das Åråsen-Stadion schließlich am 7. Juli 1951 eröffnet werden. Das Stadion besaß damals eine Tribüne für 2500 Zuschauer und konnte maximal 6000 Zuschauer fassen. Das Feld maß 108 × 67 Meter. Die Baukosten beliefen sich auf 150.000 Norwegische Kronen; zudem wurden ca. 31.000 freiwillige Arbeitsstunden investiert.
Das Eröffnungsspiel am 7. Juli 1951 bestritten Lillestrøm SK und der Sarpsborg FK. Lillestrøm gewann 3:2, doch Sarpsborg erzielte das erste Tor im neuen Stadion.
Bis 1960 wurde das Stadion mehrfach erweitert. Am 7. April 1967 brach ein Brand auf der Tribüne aus und zerstörte Teile des Stadions. Die zerstörten Gebäude wurde wieder aufgebaut und das Stadion erweitert. Der Zuschauerrekord stammt aus dem Jahr 1993. 13.595 Zuschauer sahen das Spiel zwischen Lillestrøm SK und Rosenborg Trondheim.
Ende der 1990er Jahre Begann der Ausbau zum heutigen Stand. So wurde 2000 die West-Tribüne (Strømmen Storsenter-tribune) fertiggestellt, 2001 dann die Nord-Tribüne (damals adidas-tribunen, heute diadora-tribunen) und 2002 schließlich die Ost-Tribüne (RB-Tribune). Seitdem besitzt das Åråsen-Stadion eine Kapazität von 12.250 Zuschauern.

## Flutlichtmasten
Durch die Nähe zum Kjeller Flughafen durfte das Åråsen-Stadion keine feste Flutlichtanlage besitzen. So wurde für jedes Spiel temporäre Flutlichtmasten aufgestellt. Heute besitzt das Stadion ausfahrbare Flutlichtmasten. Sie weisen eine Minimalhöhe von zwölf Metern auf und werden bei Spielen auf 40 m ausgefahren.